# NGC 4440
NGC 4440 је спирална галаксија у сазвежђу Девица која се налази на NGC листи објеката дубоког неба.
Деклинација објекта је + 12° 17' 36" а ректасцензија 12h 27m 53,5s. Привидна величина (магнитуда) објекта NGC 4440 износи 11,9 а фотографска магнитуда 12,8. NGC 4440 је још познат и под ознакама UGC 7581, MCG 2-32-67, CGCG 70-99, VCC 1047, PGC 40927.